# Cap de la Vela
Pour les articles homonymes, voir Vela.
Le cap de la Vela (espagnol : cabo de la Vela) est un promontoire rocheux sur la côte atlantique de la Colombie, au nord de la péninsule de Guajira.